# Énergie potentielle électrostatique
L'énergie potentielle électrostatique (ou simplement énergie électrostatique) d'une charge électrique q placée en un point P baignant dans un potentiel électrique {\displaystyle V(\mathrm {P} )} est définie comme le travail à fournir pour transporter cette charge depuis l'infini jusqu'à la position P. Elle vaut donc :
{\displaystyle E_{\mathrm {pe} }=q\,V(\mathrm {P} )}
si l'on se place dans le cas où les sources générant le potentiel électrique V sont distribuées dans une région bornée de l'espace, ce qui permet d'attribuer une valeur nulle du potentiel à l'infini.

## Cas d'une distribution
L'énergie potentielle électrique d'une distribution {\displaystyle \rho (\mathrm {P} )} de charges électriques est alors définie comme le travail nécessaire pour transporter l'ensemble des charges qui la composent depuis l'infini jusqu'à leur position finale. Sommant toutes les contributions on trouve alors :
{\displaystyle E_{\mathrm {pe} }={\frac {1}{2}}\iiint {\frac {\rho (x_{1})\rho (x_{2})}{4\pi \varepsilon _{0}\|x_{2}-x_{1}\|}}\,\mathrm {d} ^{3}\!x_{1}\,\mathrm {d} ^{3}\!x_{2}}
où {\displaystyle \varepsilon _{0}\,} est la constante diélectrique du vide et les sommations sont effectuées sur l'étendue {\displaystyle {\mathcal {D}}\,} de la répartition des charges.
On peut montrer qu'on peut aussi obtenir cette dernière en considérant le champ électrique {\displaystyle {\vec {E}}} créé par l'ensemble de ces charges :
{\displaystyle E_{\mathrm {pe} }={\frac {\varepsilon _{0}}{2}}\iiint E^{2}\,{\mathrm {d} }^{3}\!x},
l'intégration se faisant cette fois-ci sur tout l'espace.

## Plusieurs distributions, énergie d'interaction
Dans le cas de deux distributions d'étendue limitée {\displaystyle {\mathcal {D}}_{1}\,} et {\displaystyle {\mathcal {D}}_{2}\,} caractérisées par des distributions de charge {\displaystyle \rho _{1}\,} et {\displaystyle \rho _{2}\,}, on peut distinguer trois contributions dans l'énergie électrique totale :
{\displaystyle E_{\mathrm {totale} }=E_{p1}+E_{p2}+E_{\mathrm {int} }}
où les {\displaystyle E_{\mathrm {pi} }\,} obtenues par la même formule écrite précédemment sont renommées énergies de self-interaction et {\displaystyle E_{\mathrm {int} }\,}, appelée l'énergie potentielle d'interaction, est donnée par :
{\displaystyle E_{\mathrm {int} }={\frac {1}{4\pi \epsilon _{0}}}\iiint _{x_{1}\in {\mathcal {D}}_{1};x_{2}\in {\mathcal {D}}_{2}}{\frac {\rho _{1}\!(x_{1})\,\rho _{2}\!(x_{2})}{\|x_{2}-x_{1}\|}}\,\mathrm {d} ^{3}\!x_{1}\,\mathrm {d} ^{3}\!x_{2}=\epsilon _{0}\iiint {\vec {E}}_{1}\cdot {\vec {E}}_{2}\;\mathrm {d} ^{3}\!x}
où {\displaystyle {\vec {E}}_{1}} et {\displaystyle {\vec {E}}_{2}} sont les champs électriques individuels créés par chaque distribution.
Cette formule est modifiée lorsqu'on considère un champ magnétique et plus généralement lorsqu'on quitte le cadre de l'électrostatique (voir l'article énergie électromagnétique).
Il faut noter enfin quand dans le cas où les deux distributions {\displaystyle {\mathcal {D}}_{1}\,} et {\displaystyle {\mathcal {D}}_{2}\,} sont localisées en deux points {\displaystyle \mathrm {P} _{1}\,} et {\displaystyle \mathrm {P} _{2}\,} et assorties de charges {\displaystyle q_{1}\,} et {\displaystyle q_{2}\,}, les self-énergies sont divergentes mais l'énergie d'interaction, elle, est bien définie et on retrouve précisément :
{\displaystyle E_{\mathrm {int} }={\frac {1}{4\pi \epsilon _{0}}}{\frac {q_{1}q_{2}}{\left\|{\overrightarrow {\mathrm {P} _{1}\mathrm {P} _{2}}}\right\|}}=q_{1}V_{2}\!(\mathrm {P} _{1})=q_{2}V_{1}\!(\mathrm {P} _{2})\,}.